# Garðabær
Garðabær – miasto w południowo-zachodniej Islandii, położone nad zatoką Arnarnesvogur (część zatoki Skerjafjörður). Położone jest na południe od stolicy kraju Reykjavíku, pomiędzy miastami Hafnarfjörður i Kópavogur, z którymi wchodzi w skład zespołu miejskiego Wielkiego Reykjavíku. Administracyjnie stanowi część gminy Garðabær (razem z sąsiedniem Álftanes), wchodzącej w skład regionu stołecznego Höfuðborgarsvæðið. Na początku 2018 roku zamieszkiwało je blisko 13 tys. osób. Stanowi szóstą pod względem liczby ludności miejscowość Islandii.
Miasto położone jest na polu lawy Búrfell, które powstało 7 200 lat temu. Na terenie miasta znaleźć można interesujące formacje skalne. Historia osadnictwa na tym obszarze sięga czasów pierwszych osadników na Islandii i opisana jest w Landnámabók. W IX wieku powstały tutaj dwie farmy Skúlastaðir i Vífilsstaðir. Ta ostatnia należała do Vífila, wyzwolonego niewolnika Ingolfa Arnarsona.
Przez długi okres okolice te były słabo zaludnione. Dopiero w 1878 wydzielono samodzielną wieś Garðahreppur. W 1910 powstało tutaj sanatorium przeciwgruźlicze, obecnie w szpital specjalizujący się w leczeniu chorób płuc i alergii, który do dziś jest największym zakładem pracy w mieście. 
Do połowy XX wieku obszar ten miał typowo wiejski charakter. W 1960 wieś zamieszkiwało 730 mieszkańców, ale rozwój pobliskiej stolicy wpłynął także na całą aglomerację. W 1970 mieszkało tu już 2,8 tys. W 1976 miejscowość oficjalnie otrzymała prawa miejskie. Od tego roku nosi nazwę Garðabær, czyli „miasto ogrodów”.
W mieście nie ma wielu zabytków. Na uwagę zasługują dwa kościoły: XIX-wieczny Garðakirkja oraz Vídalínskirkja z 1995 o nowoczesnej bryle. Ciekawą formę ma również powstały w 1997 budynek z modernistyczną wieżą, w którym mieszczą się m.in. rada miasta, miejska biblioteka oraz przychodnia lekarska. W krajobrazie miasta rozrzucone są liczne dzieła współczesnych islandzkich rzeźbiarzy. W 1998 otwarto tutaj muzeum designu i sztuki użytkowej. 

## Miasta bliźniacze
- Birkerød
- Asker
- Eslöv
- Jakobstad

## Miasta partnerskie
- Asker, Norwegia
- Jakobstad, Finlandia
- Eslöv, Szwecja
- Tórshavn, Wyspy Owcze
- Birkerød, Dania